# Insectes sociaux (revue)
Insectes sociaux est une revue scientifique spécialisée sur les insectes sociaux, qui publie une centaine d'articles scientifiques par an. C'est le journal officiel de l'International Union for the Study of Social Insects (en) (IUSSI).